# Bombina microdeladigitora
Bombina microdeladigitora és una espècie d'amfibi anur de la família Bombinatoridae que viu a la Xina i al Vietnam.
Està amenaçada d'extinció per la pèrdua del seu hàbitat natural.